# 杨师游
杨师游（？—？），江西分宜人，清朝政治人物。拔贡出身。
杨师游曾于1750年接替李建忠任娄县知县一职，1751年由张克绪接任。